# Palestina en los Juegos Paralímpicos de Atenas 2004
Palestina estuvo representada en los Juegos Paralímpicos de Atenas 2004 por dos deportistas masculinos.

## Medallistas
El equipo paralímpico palestino obtuvo las siguientes medallas:
| Nombre         | Deporte   | Evento                          |
| -------------- | --------- | ------------------------------- |
| Oro            |           |                                 |
| —              |           |                                 |
| Plata          |           |                                 |
| Husam Azam     | Atletismo | Peso F53 masculino              |
| Bronce         |           |                                 |
| Mohamed Fanuna | Atletismo | Salto de longitud F13 masculino |